# 5 Pegasi
5 Pegasi är en pulserande variabel av Delta Scuti-typ (DSCT:) i stjärnbilden Pegasus.
5 Pegasi har visuell magnitud +5,45 och varierar utan någon fastställd amplitud eller periodicitet. Den befinner sig på ett avstånd av ungefär 320 ljusår.